# Зачарований острів (фільм)
«Зачарований острів» (англ. «Enchanted Island») — американський пригодницький фільм 1958 року. У головних ролях — Дена Ендрюс та Джейн Пауелл.

## Сюжет
У далекому 1842 році після чотирнадцяти місяців у морі американське кітобійне судно «Доллі» кидає якір біля невеличкого острівця в Південному морі, щоб поповнити запаси харчів. Моряки питають у капітана дозволу зійти на берег. Суворий капітан Вонгс попереджає їх, що на острові живуть каннібали та засуджує їх бажання знайти собі жінок. У відповідь моряки натякають, що за контрактом він зобов'язаний відпускати їх на берег. Спочатку Вонгс погоджується та згодом починається бійка. Бедфорд та Том втікають до джунглів, побоюючись покарання за невиконання наказів. Еб Бедфорд, знаючи про наявність на острові двох племен каннібальского та дружнього, сподівається оминути небезпечне і сісти на інший корабель з другого боку острова. Він повідомляє Томові, що вже давно збирався втекти. Вонгс в цей час, хвилюючись за моряків, винаймає місцевого володаря бару, щоб знайти їх. Той знаходить втікачів і намагається з ними потоваришувати, розповідаючи як сам прибув на острів двадцять років тому..

## У ролях
- Дена Ендрюс — Еб Бедфорд
- Джейн Пауелл — Феявей
- Дон Даббінс — Том
- Артур Шилдс — Джиммі Дулі
- Тед де Корсіа — капітан Вонгс
- Фрідріх фон Ледебур — Мегеві